# Saint-Thibéry (Vulkan)
Koordinaten: 43° 22′ 58″ N, 3° 24′ 53″ O
Das basanitische Vulkanzentrum von Saint-Thibéry ist zusammen mit dem Vias-Vulkan und dem Vulkan von Roque Haute eine der jüngsten vulkanischen Erscheinungen im südfranzösischen Languedoc. Es entstand                       im Mittelpleistozän vor rund 680.000 Jahren.

## Einführung
Das Vulkanzentrum von Saint-Thibéry liegt am Ende einer Nord-Süd-verlaufenden Aneinanderreihung von Vulkanzentren, die ausgehend vom Cézallier über den Cantal, das Aubrac,  die Grands Causses und den Escandorgue im Département Hérault bei Agde das Mittelmeer erreichen. Es gehört somit zum Westeuropäischen Riftsystem. Das Magma drang wahrscheinlich entlang einer Nord-Süd-verlaufenden Störungszone auf und breitete sich im Westen über eine altpleistozäne Schotterterrasse und im Osten über Alluvium des Proto-Hérault aus.

## Vorkommen

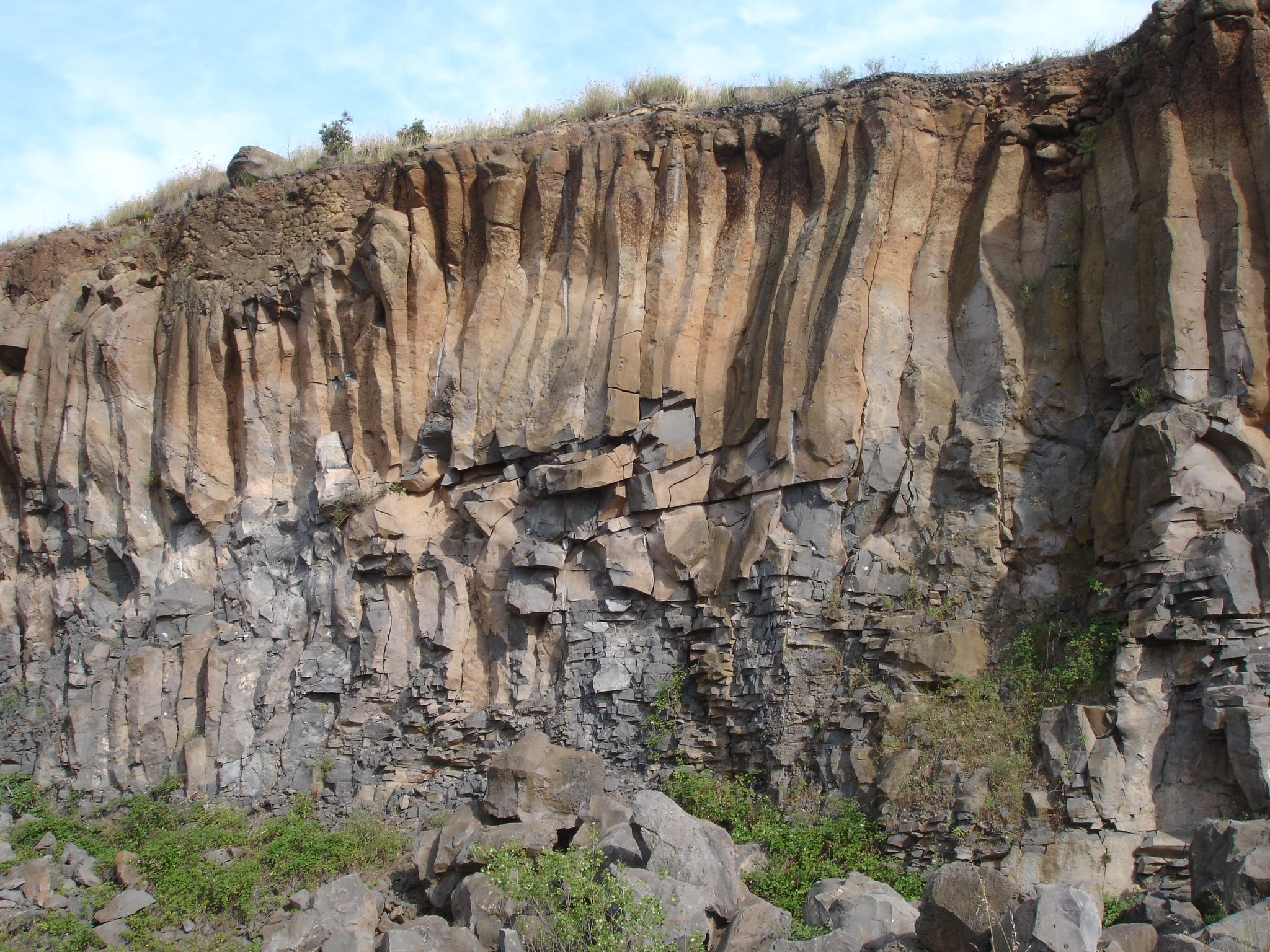
Basanitischer Lavastrom mit gekrümmter säuliger Absonderung im Hangenden

Zwischen Saint-Thibéry im Norden und Bessan im Süden liegen die Monts Ramus – eine Aneinanderreihung dreier recht gut erhaltener strombolianischer Vulkankegel von 88 (Ramus 1), 84 (Ramus 2) und 61 (Ramus 3) Meter Höhe über dem Meer, die vorwiegend aus vulkanischen Aschen und zwei Lavaströmen aufgebaut werden. Ein weiterer Lavastrom mit säuliger Absonderung befindet sich im Zentrum von Saint-Thibéry.
Das Vulkanzentrum von Saint-Thibéry misst zirka 3,5 Kilometer in Nord-Süd- und knappe 3 Kilometer in Ost-West-Richtung und bedeckt rund 10 Quadratkilometer an Oberfläche.

## Beschreibung

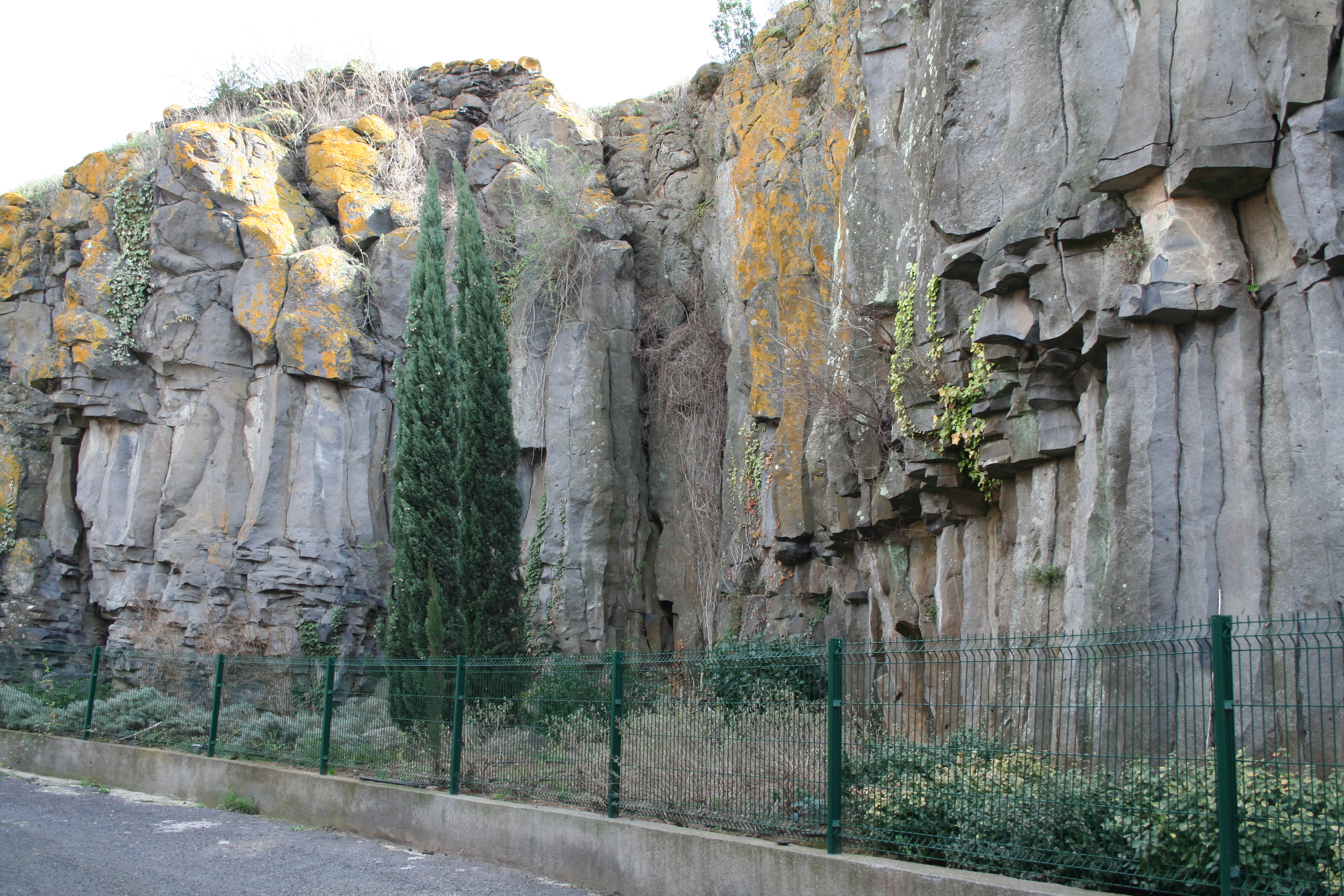
Der Lavastrom in Saint-Thibéry

Der Vulkan Ramus 1 wird in einem großen Steinbruch nach Puzzolane abgebaut. In diesem Steinbruch lassen sich mehrere vulkanologische Fazies erkennen, unter anderem der Basanit des zentralen Förderganges, rote, gelbe und schwarze Schlacke der strombolianischen Auswurfmassen sowie bis zu einem Meter große Bomben des zentralen Kraterbereichs.
Vom Hauptkegel Ramus 1 gehen zwei bedeutende Lavaströme basanitischer Zusammensetzung aus. Der Oststrom bedeckt eine Oberfläche von 5 Quadratkilometer, der wesentlich kleinere Weststrom nur 0,5 Quadratkilometer. Der Oststrom wird vom Steinbruch Roches Bleues verwertet. Der 13 Meter mächtige, mit weniger als 5° einfallende Weststrom zeigt eine Unterteilung in drei Einheiten – eine 1,5 Meter mächtige untere,  säulig absondernde Kolonnade, einem 3 Meter mächtigen, lagig aufgebauten Mittelteil (die individuellen Lagen messen 10 bis 30 Zentimeter) und im Hangenden eine 8 Meter mächtige Entablatur mit leicht gekrümmter, säuliger Absonderung. Der Lavastrom ist bis auf seine Oberfläche praktisch blasenfrei. Seine reelle Mächtigkeit lässt sich nicht ermitteln, da die Basis nicht aufgeschlossen ist. Dieser Lavastrom wird im Steinbruch La Vière abgebaut.

## Mineralogie
Die grauen bis bläulich-grauen Basanite führen  generell Phänokristalle von Augit, Olivin und zoniertem  Plagioklas. Hierzu gesellen sich die Feldspatvertreter Leucit, Nephelin und Analcim.
Im westwärts gerichteten, porphyrischen Lavastrom beschreiben Bascou u. a. (2005) von Spaltrissen durchzogene Phänokristalle von Olivin und Augit im Millimeterbereich, die insgesamt 20 % des Gesamtvolumens einnehmen. Der Olivin ist körnig und massiv und enthält Einschlüsse von Chromit. Der Augit zeigt prismatischen Habitus. Zu den Phänokristallen gesellen sich Mikrophänokristalle von Plagioklas, Augit und als opakes Eisen-Titan-Oxid titanreicher Titanomagnetit, der insgesamt bis zu 5 Volumenprozent einnehmen kann. Der Plagioklas ist ein Labradorit mit der Zusammensetzung An52, seine Korngröße beträgt 50 bis 100 μ. Der Augit misst nur 20 μ und der Titanomagnetit 15 μ. Als Zwickelfüller erscheinen Nephelin und Glas.

## Alter
Absolute radiometrische Altersdatierungen für den Vulkan von Saint-Thibéry ergaben 680.000 ± 60.000 Jahre BP.